# نوش جان!
نوش جان! (به ژاپنی: ごちそうさん-Gochisōsan) یک مجموعهٔ تلویزیونی درام ژاپنی است که نخستین بار از ۳۰ سپتامبر ۲۰۱۳ تا ۲۹ مارس ۲۰۱۴ پخش شد. این سریال نوشتهٔ یوشیکو موریشیتا است. نوش جان داستان زنی به نام میکو اونو (با بازی آن واتانابه) را روایت می‌کند که در دوره تایشو و دوره شووا زندگی می‌کند و می‌کوشد در آشپزی ژاپنی به مهارت برسد.

## خلاصه داستان
خانواده میکو در توکیو یک رستوران به سبک غربی ها دارند . او از کودکی اینگونه بزرگ شده و به آشپزی علاقه زیادی دارد. پس از مدتی او با همکلاسی اش که در خانه شان زندگی می کند ازدواج می کند و به اوزاکا نقل مکان می کنند.
او در آنجا به آشپزی کردن ادامه می دهد اما بعد جنگ شروع می شود و او با مشکلات زیادی روبرو می شود و او با تمام اتفاقاتی که برایش می افتد کنار می آید و همچنان با امید به زندگی ادامه می دهد و ....